# Andrea Jirků
Andrea Jirků (* 14. listopadu 1989 Nové Město na Moravě) je bývalá česká rychlobruslařka.

## Sportovní kariéra
Do závodů Světového poháru poprvé nastoupila na podzim 2005. V roce 2007 vyhrála v rámci víceboje na Mistrovství světa juniorů závod na 3000 m a celkově skončila devátá. Tentýž rok také startovala na seniorských šampionátech, na Mistrovství Evropy byla dvanáctá, na Mistrovství světa ve víceboji se umístila na 23. místě a na Mistrovství světa na jednotlivých tratích byla jedenáctá (5000 m) a patnáctá (3000 m). V sezóně 2008/2009 tvořila společně s Martinou Sáblíkovou a Karolínou Erbanovou tříčlenné družstvo, které zvítězilo v konečném pořadí Světového poháru ve stíhacím závodu družstev.
V letech 2008 a 2009 byla druhá na mistrovství České republiky.
Dlouhodobé problémy s koleny ji na podzim 2009 téměř nepustily do závodů. Jejími posledními starty v rámci Světového poháru byl první mítink SP sezóny 2009/2010 v Berlíně, kde na trati 3 km dojela v divizi B na nebodovaném 20. místě, a druhý mítink v Heerenveenu, kde české družstvo Sáblíková – Jirků – Erbanová skončilo ve stíhacím závodě na sedmé příčce. Zdravotní problémy jí nedovolily zúčastnit se Zimních olympijských her 2010 ve Vancouveru, kvůli čemuž se rozpadlo tříčlenné české družstvo. V roce 2010 nemohla ani trénovat, byla v péči fyzioterapeutů a místo rychlobruslení se začala věnovat studiu jazyků.

## Umístění
| Sezóna  | ME víceboj | MS víceboj | MS jednotlivé tratě       | Světový pohár                                   | Olympijské hry                                       | MS juniorů  |
| ------- | ---------- | ---------- | ------------------------- | ----------------------------------------------- | ---------------------------------------------------- | ----------- |
| 2005/06 | —          | —          |                           | 62. 500 m 66. 1000 m 41. 1500 m 42. 3000/5000 m | —                                                    | 23. víceboj |
| 2006/07 | 12.        | 23.        | 15. 3000 m 11. 5000 m     | 55. 1000 m 41. 1500 m 25. 3000/5000 m           |                                                      | 9. víceboj  |
| 2007/08 | 22.        | —          | —                         | 45. 1500 m 27. 3000/5000 m                      | 17. víceboj                                          |             |
| 2008/09 | —          | —          | 23. 3000 m 7. stíh. závod | 52. 1500 m · 38. 3000/5000 m · stíh. závod      | 21. 500 m 16. 1000 m 8. 1500 m 6. 3000 m 11. víceboj |             |
| 2009/10 | —          | —          |                           | 47. 3000/5000 m 11. stíh. závod                 | —                                                    | —           |